# David Raya
David Raya Martín (Barcellona, 15 settembre 1995) è un calciatore spagnolo, portiere dell'Arsenal e della nazionale spagnola, con cui è stato campione d'Europa nel 2024 e ha vinto la UEFA Nations League 2022-2023.

## Carriera

### Club
Cresciuto nel Cornellà, nel 2012 si trasferisce al Blackburn Rovers, con cui nel 2014 firma il primo contratto professionistico. Dopo una breve esperienza in prestito al Southport, a partire dal 2017 diventa il titolare nel ruolo.
Il 6 luglio 2019 viene acquistato dal Brentford, con cui si lega con un quadriennale, lasciando così i Rovers dopo 108 presenze totali.
Nel calciomercato estivo del 2023, il portiere passa in prestito all'Arsenal, con cui debutta da titolare contro l'Everton, mantenendo la porta inviolata. Con la maglia dei Gunners esordisce anche in Champions League, nella vittoria per 4-0 contro il PSV. Il 4 luglio 2024, dopo una stagione da titolare, il club londinese lo riscatta per 35 milioni di euro.

### Nazionale
Il 18 marzo 2022 viene convocato per la prima volta in nazionale maggiore, con cui esordisce 5 giorni dopo nell'amichevole vinta 2-1 contro l'Albania.

## Statistiche

### Presenze e reti nei club
Statistiche aggiornate al 23 luglio 2025.
| Stagione            | Squadra          | Campionato       | Campionato | Campionato | Coppe nazionali | Coppe nazionali | Coppe nazionali | Coppe continentali | Coppe continentali | Coppe continentali | Altre coppe | Altre coppe | Altre coppe | Totale | Totale |
| Stagione            | Squadra          | Comp             | Pres       | Reti       | Comp            | Pres            | Reti            | Comp               | Pres               | Reti               | Comp        | Pres        | Reti        | Pres   | Reti   |
| ------------------- | ---------------- | ---------------- | ---------- | ---------- | --------------- | --------------- | --------------- | ------------------ | ------------------ | ------------------ | ----------- | ----------- | ----------- | ------ | ------ |
| ago. 2014-gen. 2015 | Southport        | NL               | 16         | -24        | FACup           | 4               | -2              | -                  | -                  | -                  | -           | -           | -           | 20     | -26    |
| gen.-giu. 2015      | Blackburn        | FLC              | 2          | -2         | FACup+CdL       | 0+0             | 0               | -                  | -                  | -                  | -           | -           | -           | 2      | -2     |
| 2015-2016           | Blackburn        | FLC              | 5          | -5         | FACup+CdL       | 0+0             | 0               | -                  | -                  | -                  | -           | -           | -           | 5      | -5     |
| 2016-2017           | Blackburn        | FLC              | 5          | -2         | FACup+CdL       | 1+2             | -1 + -4         | -                  | -                  | -                  | -           | -           | -           | 8      | -7     |
| 2017-2018           | Blackburn        | FL1              | 45         | -39        | FACup+CdL       | 0+2             | 0 + -3          | -                  | -                  | -                  | EFLT        | 0           | 0           | 47     | -42    |
| 2018-2019           | Blackburn        | FLC              | 41         | -64        | FACup+CdL       | 2+3             | -5 + -5         | -                  | -                  | -                  | -           | -           | -           | 46     | -74    |
| Totale Blackburn    | Totale Blackburn | Totale Blackburn | 98         | -112       |                 | 10              | -18             |                    | -                  | -                  |             | 0           | 0           | 108    | -130   |
| 2019-2020           | Brentford        | FLC              | 46+3       | -38 + -4   | FACup+CdL       | 0+0             | 0               | -                  | -                  | -                  | -           | -           | -           | 49     | -42    |
| 2020-2021           | Brentford        | FLC              | 42+3       | -36 + -2   | FACup+CdL       | 0+3             | 0 + -4          | -                  | -                  | -                  | -           | -           | -           | 48     | -42    |
| 2021-2022           | Brentford        | PL               | 24         | -27        | FACup+CdL       | 1+0             | -4 + 0          | -                  | -                  | -                  | -           | -           | -           | 25     | -31    |
| 2022-2023           | Brentford        | PL               | 38         | -46        | FACup+CdL       | 0+1             | 0 + -1          | -                  | -                  | -                  | -           | -           | -           | 39     | -47    |
| ago. 2023           | Brentford        | PL               | 0          | 0          | FACup+CdL       | 0               | 0               | -                  | -                  | -                  | -           | -           | -           | 0      | 0      |
| Totale Brentford    | Totale Brentford | Totale Brentford | 150+6      | -147 + -6  |                 | 5               | -9              |                    | -                  | -                  |             | -           | -           | 161    | -162   |
| ago. 2023-2024      | Arsenal          | PL               | 32         | -24        | FACup+CdL       | 0               | 0               | UCL                | 9                  | -7                 | CS          | -           | -           | 41     | -31    |
| 2024-2025           | Arsenal          | PL               | 38         | -34        | FACup+CdL       | 1+3             | -1 + -6         | UCL                | 13                 | -9                 | -           | -           | -           | 55     | -50    |
| Totale Arsenal      | Totale Arsenal   | Totale Arsenal   | 70         | -58        |                 | 4               | -7              |                    | 22                 | -16                |             |             |             | 96     | -81    |
| Totale carriera     | Totale carriera  | Totale carriera  | 340        | -347       |                 | 23              | -36             |                    | 22                 | -16                |             | 0           | 0           | 385    | -399   |

### Cronologia presenze e reti in nazionale
| Cronologia completa delle presenze e delle reti in nazionale ― Spagna | Cronologia completa delle presenze e delle reti in nazionale ― Spagna | Cronologia completa delle presenze e delle reti in nazionale ― Spagna | Cronologia completa delle presenze e delle reti in nazionale ― Spagna | Cronologia completa delle presenze e delle reti in nazionale ― Spagna | Cronologia completa delle presenze e delle reti in nazionale ― Spagna | Cronologia completa delle presenze e delle reti in nazionale ― Spagna | Cronologia completa delle presenze e delle reti in nazionale ― Spagna |
| Data                                                                  | Città                                                                 | In casa                                                               | Risultato                                                             | Ospiti                                                                | Competizione                                                          | Reti                                                                  | Note                                                                  |
| --------------------------------------------------------------------- | --------------------------------------------------------------------- | --------------------------------------------------------------------- | --------------------------------------------------------------------- | --------------------------------------------------------------------- | --------------------------------------------------------------------- | --------------------------------------------------------------------- | --------------------------------------------------------------------- |
| 26-3-2022                                                             | Cornellà de Llobregat                                                 | Spagna                                                                | 2 – 1                                                                 | Albania                                                               | Amichevole                                                            | -1                                                                    |                                                                       |
| 17-11-2022                                                            | Amman                                                                 | Giordania                                                             | 1 – 3                                                                 | Spagna                                                                | Amichevole                                                            | -1                                                                    | 46’                                                                   |
| 16-11-2023                                                            | Limassol                                                              | Cipro                                                                 | 1 – 3                                                                 | Spagna                                                                | Qual. Euro 2024                                                       | -1                                                                    |                                                                       |
| 22-3-2024                                                             | Londra                                                                | Spagna                                                                | 0 – 1                                                                 | Colombia                                                              | Amichevole                                                            | -                                                                     | 46’                                                                   |
| 5-6-2024                                                              | Badajoz                                                               | Spagna                                                                | 5 – 0                                                                 | Andorra                                                               | Amichevole                                                            | -                                                                     |                                                                       |
| 24-6-2024                                                             | Düsseldorf                                                            | Albania                                                               | 0 – 1                                                                 | Spagna                                                                | Euro 2024 - 1º turno                                                  | -                                                                     |                                                                       |
| 5-9-2024                                                              | Belgrado                                                              | Serbia                                                                | 0 – 0                                                                 | Spagna                                                                | UEFA Nations League 2024-2025 - 1º turno                              | -                                                                     |                                                                       |
| 8-9-2024                                                              | Ginevra                                                               | Svizzera                                                              | 1 – 4                                                                 | Spagna                                                                | UEFA Nations League 2024-2025 - 1º turno                              | -1                                                                    |                                                                       |
| 12-10-2024                                                            | Murcia                                                                | Spagna                                                                | 1 – 0                                                                 | Danimarca                                                             | UEFA Nations League 2024-2025 - 1º turno                              | -                                                                     | 90+4’                                                                 |
| 15-10-2024                                                            | Cordova                                                               | Spagna                                                                | 3 – 0                                                                 | Serbia                                                                | UEFA Nations League 2024-2025 - 1º turno                              | -                                                                     |                                                                       |
| 15-11-2024                                                            | Copenaghen                                                            | Danimarca                                                             | 1 – 2                                                                 | Spagna                                                                | UEFA Nations League 2024-2025 - 1º turno                              | -1                                                                    |                                                                       |
| Totale                                                                |                                                                       | Presenze                                                              | 11                                                                    |                                                                       | Reti                                                                  | -5                                                                    |                                                                       |

## Palmarès

### Nazionale
- UEFA Nations League: 1

2022-2023
- Campionato d'Europa: 1

Germania 2024

### Individuale
- Miglior portiere della Premier League: 1

2023-2024